# Лантери, Эдуард
Эдуа́рд (Эдвард) Ланте́ри  (фр. Édouard Lantéri; 31 октября 1848, Осер, Франция — 22 декабря 1917, Лондон, Англия) — английский скульптор и выдающийся художник-педагог французского происхождения.

## Биография
Учился рисунку и живописи в Малой школе рисунка (фр. Petite École de Dessin) в Париже (1863—1865), затем три года посещал классы в Школе изящных искусств. Его учителями были Жан-Батист Клод Эжен Гийом, Пьер-Жюль Кавелье и Франциск Жозеф Дюре.
Во время франко-прусской войны (1870—1871) Лантери работал помощником мастера-краснодеревщика. В 1872 году, в возрасте 24 лет, по рекомендации коллеги-скульптора Жюля Далу, он переехал в Лондон, работал помощником в студии Джозефа Эдгара Бема. В 1880—1917 годах Лантери преподавал в Национальной школе искусств (позднее переименованной в Королевский колледж искусств) в Южном Кенсингтоне, где в 1901 году он стал первым профессором скульптуры и модельного дела.

## Творчество
Лантери сумел создать своеобразный романтичный стиль, не порывая с натуралистическими традициями английского искусства викторианской эпохи. Французские романтики и импрессионисты считали его своим. Лантери работал главным образом в лепке из мягких материалов, добиваясь особенной «текучести формы». Он делал портретные бюсты, статуэтки из бисквита (неглазурованного фарфора), скульптуры из бронзы и медали. Работал для Музея Виктории и Альберта в Лондоне.

## Методика преподавания искусства
Эдуард Лантери был превосходным педагогом. Свои наблюдения и размышления он объединил в трёхтомное издание «Моделирование; Руководство для учителей и студентов» (Modelling; A Guide for Teachers and Students,1911), переизданное в Англии в 1986 году под названиями: «Моделирование и лепка фигуры человека» (Modelling and Sculpting the Human Figure), «Моделирование и лепка животных» (Modelling and Sculpting Animals). Английское слово «моделирование» означает одновременно лепку и формование (снятие форм с лепной модели для последующей отливки в гипсе, фарфоре или бронзе), что отличается от российской терминологии. Э. Лантери был мастером и лепки и формования (последнее обычно выполняется мастерами-ремесленниками). Во Введении к первому изданию Лантери писал: «Искусство по своей сущности индивидуально, именно индивидуальность и делает художника. Поэтому цель, к которой должен стремиться каждый преподаватель, обучающий изящным искусствам, — это развитие художественной способности каждого ученика».
Книги Лантери до настоящего времени используются в качестве учебных пособий в западноевропейских учебных заведениях. Они оказали существенное влияние на творчество многих выдающихся мастеров. Так, Огюст Роден, формально не учившийся у Лантери, называл его «дорогим учителем» и «дорогим другом». Именно Роден написал предисловие к первому изданию работы Лантери.
На русском языке учебное пособие Лантери было издано с небольшими сокращениями в одном томе в 1963 году под названием «Лепка» (второе издание — 2006 г.). В своей книге Лантери не только сообщает необходимые сведения о технике, инструментах и материалах, но также рассматривает моменты работы над пластикой формы: выявление связующих пластических линий, отсутствующих в объективной анатомии и сочиняемых художником ради выразительности, экспрессии формы, пластики драпировок с «точками радиации», порядке чередования «зон покоя» и движения, «заходов форм» и так далее. Во многих анатомических пособиях по рисованию и лепке фигуры человека тех лет, да и в наше время, эти моменты отсутствуют. Это делает труд Лантери совершенно уникальным.